# Patrik Zackrisson
Patrik Zackrisson (* 27. března 1987, Ekerö) je švédský hokejový útočník momentálně hrající v týmu Skellefteå AIK ve švédské nejvyšší soutěži Elitserien.

## Klubové statistiky
| Sezona      | Klub             | Soutěž      | Základní část | Základní část | Základní část | Základní část | Základní část | Play off | Play off | Play off | Play off | Play off |
| Sezona      | Klub             | Soutěž      | Z             | G             | A             | B             | TM            | Z        | G        | A        | B        | TM       |
| ----------- | ---------------- | ----------- | ------------- | ------------- | ------------- | ------------- | ------------- | -------- | -------- | -------- | -------- | -------- |
| 2002/03     | Skå IK           | Div1        | 17            | 3             | 6             | 9             | 4             | 6        | 1        | 2        | 3        | 0        |
| 2003/04     | Frölunda Indians | J20         | 2             | 0             | 1             | 1             | 0             | —        | —        | —        | —        | —        |
| 2004/05     | Frölunda Indians | J20         | 32            | 16            | 9             | 25            | 22            | 6        | 1        | 2        | 3        | 0        |
| 2005/06     | Frölunda Indians | J20         | 39            | 26            | 19            | 45            | 34            | 7        | 4        | 5        | 9        | 4        |
| 2005/06     | Frölunda Indians | SEL         | 10            | 0             | 1             | 1             | 0             | —        | —        | —        | —        | —        |
| 2006/07     | Rögle BK         | Allsv       | 29            | 16            | 18            | 34            | 28            | 9        | 1        | 5        | 6        | 4        |
| 2007/08     | Linköpings HC    | SEL         | 55            | 4             | 9             | 13            | 35            | 16       | 3        | 1        | 4        | 12       |
| 2008/09     | Linköpings HC    | SEL         | 54            | 15            | 19            | 34            | 12            | 7        | 1        | 3        | 4        | 2        |
| 2009/10     | Linköpings HC    | SEL         | 45            | 16            | 16            | 32            | 20            | —        | —        | —        | —        | —        |
| 2010/11     | Linköpings HC    | SEL         | 55            | 16            | 15            | 30            | 8             | 7        | 4        | 3        | 7        | 0        |
| 2011/12     | Atlant Mytišči   | KHL         | 54            | 8             | 14            | 22            | 36            | 12       | 2        | 5        | 7        | 8        |
| 2012/13     | Linköpings HC    | SEL         | 25            | 4             | 9             | 13            | 10            | 10       | 2        | 4        | 6        | 6        |
| 2013/14     | HC Lev Praha     | KHL         | 54            | 7             | 10            | 17            | 20            | 22       | 4        | 7        | 11       | 4        |
| 2014/15     | Skellefteå AIK   | SEL         | 52            | 10            | 25            | 35            | 20            | 15       | 4        | 9        | 13       | 4        |
| 2015/16     | Skellefteå AIK   | SEL         | —             | —             | —             | —             | —             | —        | —        | —        | —        | —        |
| 2016/17     | HC Lugano        | NLA         | —             | —             | —             | —             | —             | —        | —        | —        | —        | —        |
| SEL celkově | SEL celkově      | SEL celkově | 296           | 65            | 94            | 159           | 105           | 55       | 14       | 20       | 34       | 24       |
| KHL celkově | KHL celkově      | KHL celkově | 108           | 15            | 24            | 39            | 56            | 34       | 6        | 12       | 18       | 12       |

### Reprezentační statistiky
| 2005            | Švédsko         | MS18            | 7  | 2  | 3 | 5  | 0  | . místo  |
| 2007            | Švédsko         | MSJ             | 7  | 1  | 1 | 2  | 12 | 4. místo |
| Junioři celkově | Junioři celkově | Junioři celkově | 62 | 18 | 7 | 25 | 34 |          |
| Senioři celkově | Senioři celkově | Senioři celkově | 36 | 8  | 9 | 17 | 12 |          |